# Piotr I d’Alençon

Herb Pierre’a jako hrabiego Alençon (sprzed 1270)

Herb Pierre’a po śmierci jego brata Jana Tristana (po 1270)

Piotr I d’Alençon, (ur. 1251, w Ziemi Świętej, zm. 6 kwietnia 1284, w Salerno, we Włoszech). Hrabia Alençon od 1269, hrabia Blois, Chartres i pan de Guise od 1272 (do śmierci). 
Piąty syn króla Francji Ludwika IX Świętego i Małgorzaty Prowansalskiej. 
Towarzyszył swojemu ojcu do Tunisu w czasie VII krucjaty, gdzie jego ojciec i starszy brat - Jan Tristan zmarli. Po powrocie do Francji, w 1272 roku poślubił Joannę, córkę hrabiego Jana I de Châtillon. Miał z nią dwóch synów:
- Ludwika (1276–1277),
- Filipa (1278–1279).

W 1282, po Nieszporach sycylijskich - powstaniu przeciw jego wujowi - Karolowi I Andegaweńskiemu, Piotr udał się na Sycylię, aby wspomóc wuja. Zmarł po drodze w Salerno, a jego ciało zostało sprowadzone do Paryża - gdzie został pochowany. Jego ziemie wróciły do korony, a wdowa po nim nigdy nie wyszła ponownie za mąż.